# نیروهای مسلح کویت
نیروهای مسلح کویت (انگلیسی: Kuwait Military Forces) مجموعه نیروهای نظامی کویت می‌باشند، که از نیروی زمینی کویت، نیروی دریایی کویت و نیروی هوایی کویت تشکیل می‌شود.
در رده‌بندی قوی‌ترین ارتش‌های گلوبال فایرپاور ۲۰۲۴، نیروهای مسلح کویت، رتبه دهم خاورمیانه را به خود اختصاص داد.

## سازمان
سه شاخه اصلی نظامی کویت شامل نیروی زمینی کویت، نیروی هوایی کویت و نیروی دریایی کویت است که واحدهای تفنگداران دریایی کویت را نیز در بر می‌گیرد. علاوه بر این، تشکل‌های نظامی مستقل و فرعی دیگری نیز وجود دارند. تشکل‌های مستقل شامل گارد امیری کویت، تیپ ۲۵ کماندو، پلیس نظامی کویت و اداره خدمات آتش‌نشانی کویت می‌شوند.
گارد ملی کویت که یک نیروی رزمی محسوب می‌شود، مستقل از نیروهای مسلح کویت (و وزارت کشور کویت که خود دارای چندین نیروی مستقل از جمله نیروی مرزی زمینی کویت و گارد ساحلی کویت است) عمل می‌کند و نیروی اصلی امنیت داخلی و حفاظت مرزی به‌شمار می‌رود.
بر اساس گزارش مؤسسه بین‌المللی مطالعات استراتژیک مستقر در لندن، در سال ۲۰۰۷ نیروی زمینی کویت حدود ۱۱٬۰۰۰ نفر پرسنل، نیروی هوایی کویت ۲٬۵۰۰ نفر و نیروی دریایی کویت ۱۰ فروند شناور گشتی و ساحلی داشتند. همچنین ۲۳٬۰۰۰ نیروی ذخیره برای تمامی خدمات وجود داشت. تعداد نیروهای شبه‌نظامی گارد ملی کویت ۶٬۶۰۰ نفر بود. اگرچه نیروهای نظامی کشور کویت کوچک باقی ماندند اما بر اساس تحلیل‌ها و سیاست‌های پیش‌بینی‌شده، آموزش و آمادگی نظامی جدی گرفته شده و در سطح تیپ و اسکادران مؤثر کیفیت مطلوبی دارد.: 40 دکترین عملیاتی رزمی در میان نیروهای مختلف رزمی متفاوت بوده و به شدت به توانایی‌های عملیاتی و آرایش کلی نیروی انسانی در اندازه‌ها و انواع تجهیزات بستگی دارد.

## تاریخچه
در سال ۱۹۵۰، امیر عبدالله السالم الصباح دستور توسعه قابلیت‌های نیروهای مسلح برای مقابله با تهدیدات خارجی را صادر کرد. بر این اساس، عبدالله مبارک الصباح به عنوان فرمانده کل نیروی امنیت عمومی کویت منصوب شد که به ارتش کویت و تشکیل اولیه خدمات مسلح تازه تعیین‌شده تغییر نام یافت.
در سال ۱۹۵۱، تفنگ برن وارد خدمت اداره امنیت عمومی کویت شد و در سال ۱۹۵۲ خودرو زرهی دایملر نیز به ارتش پیوست.
در سال ۱۹۵۳، نیروی مرزی و امنیتی با نام ارتش کویت نام‌گذاری و از اداره امنیت عمومی جدا شد. اداره امنیت عمومی با اداره پلیس ادغام شد و مقدمات تشکیل وزارت کشور را فراهم آورد. اعضای نیروهای پیشین یا به ارتش پیوستند یا در نیروهای پلیس و اداره امنیت عمومی تحت وزارت کشور ادغام شدند. ارتش کویت تحت فرماندهی مبارک عبدالله الجابر الصباح قرار داشت که اخیراً از آموزش‌های نظامی در بریتانیا بازگشته بود و به عبدالله مبارک الصباح گزارش می‌داد.
در همان سال، عبدالله مبارک الصباح اولین باشگاه پروازی کویت را تأسیس کرد. این باشگاه بخشی از اداره هوانوردی غیرنظامی بود و اولین گروه از خلبانان کویتی را در سال ۱۹۵۴ فارغ‌التحصیل کرد؛ این خلبانان بعدها برای آموزش پیشرفته به بریتانیا اعزام شدند.
در سال ۱۹۵۴، مبارک عبدالله الجابر الصباح به عنوان معاون فرمانده ارتش کویت منصوب شد و به عبدالله مبارک الصباح گزارش می‌داد. در همان سال، صالح محمد الصباح که از بریتانیا بازگشته بود، به عنوان فرمانده ستاد منصوب شد. همچنین در سال ۱۹۵۴، هشت هواپیمای آستر برای آموزش اولیه به باشگاه پروازی کویت وارد خدمت شدند.
در سال ۱۹۵۶، ارتش کویت به‌طور رسمی به مقر جدید خود منتقل شد و برای اولین بار به توپخانه مجهز شد. در همان سال، مرکز آموزشی جدیدی برای ارتش کویت تأسیس شد.

### تخریب دیوار سوم دفاعی شهر کویت و تشکیل نیروهای مسلح کویت
ارتش کویت در سال ۱۹۵۳ از اداره امنیت عمومی جدا شد و متعاقباً اداره امنیت عمومی و اداره پلیس در سال ۱۹۵۹ ادغام شده و اداره امنیت عمومی و پلیس را تشکیل دادند. پس از تخریب دیوار سوم دفاعی شهر کویت در سال ۱۹۵۷ از طریق یک حکم وزارتی برای گسترش شهر کویت، وزارت کشور کویت شامل پلیس کویت شکل گرفت. ارتش، اولین شاخه نیروهای مسلح بود که عمدتاً از بخش‌های نیروی زمینی تشکیل می‌شد. در همان سال، ارتش قرارداد خرید تانک سنچوریون را امضا کرد و دو هواپیمای تک‌باله دو هاویلند دی‌اچ. ۱۰۴ داو وارد خدمت نیروی هوایی تازه‌تأسیس شدند.
در سال ۱۹۵۸، افسران کویتی برای آموزش به آکادمی‌های نظامی در مصر و عراق اعزام شدند و ارتش کویت پس از کودتای عبدالکریم قاسم برای اولین بار در حالت آماده‌باش قرار گرفت. در سال ۱۹۵۹، ارتش کویت اولین تیپ رزمی مکانیزه خود، تیپ ششم مکانیزه کویت (که بعدها به تیپ ششم مکانیزه آزادی‌بخش کویت تغییر نام داد) را تشکیل داد؛ این تیپ پس از آزادی کویت در جنگ خلیج فارس به این نام شناخته شد.

### عملیات برتری ۱۹۶۱

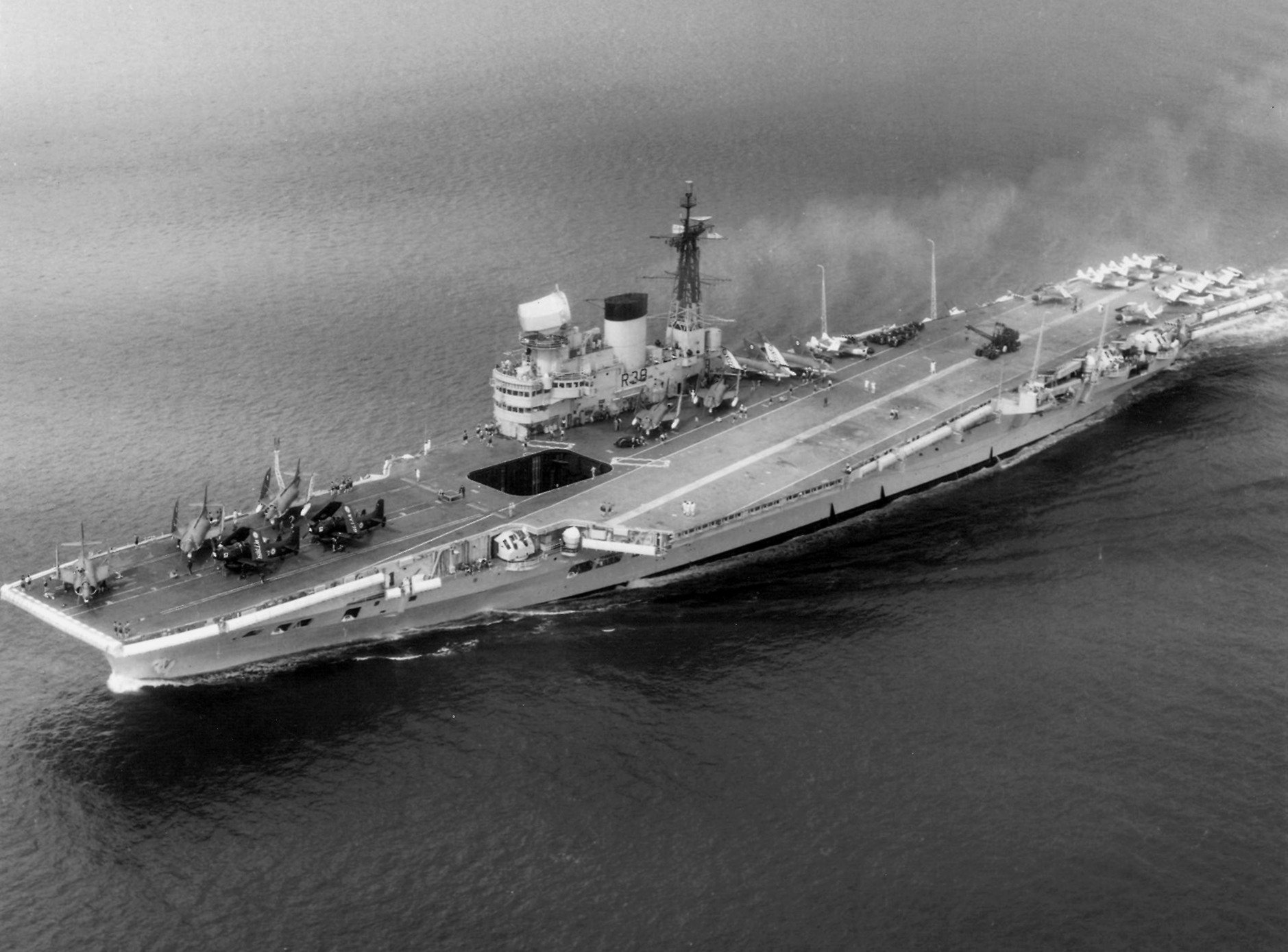
اچ‌ام‌اس ویکتوریوس که در حمایت از کویت در عملیات ونتیج در ژوئیه ۱۹۶۱ شرکت داشت.

پس از ۶۲ سال تحت‌الحمایگی بریتانیا، کویت در سال ۱۹۶۱ اعلام استقلال کرد. عراق بلافاصله ادعا کرد که کویت در واقع یکی از استان‌های عراق است و تهدید به حمله برای اجرای این ادعا کرد. بریتانیا نیروهایی را به کشور تازه استقلال‌یافته اعزام کرد تا از عراق پیشگیری کند؛ این عملیات، عملیات برتری نام داشت.
در سال ۱۹۶۱، فیلد مارشال عبدالله مبارک الصباح، فرمانده کل ارتش، جای خود را به سرتیپ مبارک عبدالله الجابر الصباح و معاون او سرهنگ صالح محمد الصباح داد. این دو در عملیات برتری شرکت کردند. این عملیات همراه با تیپ ۲۵ کماندوی کویت که در آن زمان فعال بود، انجام شد زیرا ارتش به مرحله دوم آماده‌باش خود وارد شده بود. در همان سال، باشگاه پروازی کویت از اداره هوانوردی غیرنظامی جدا شد و نیروی هوایی کویت به‌طور رسمی تأسیس گردید. همچنین، در این سال، خودروی زرهی یونیورسال کریر از خدمت ارتش کویت بازنشسته شد.
در سال‌های بعد و از طریق تجربیات رزمی، کویت یک نیروی نظامی کوچک اما کارآمد شامل نیروی زمینی، نیروی دریایی، نیروی هوایی، گارد ملی، نیروی پلیس و اداره خدمات آتش‌نشانی تشکیل داد.
در سال ۱۹۶۲، ارتش کویت تیپ زرهی ۳۵ شهید و تیپ زرهی ۱۵ مبارک را فعال کرد که به عنوان دومین و سومین تیپ‌های زرهی فعال در خدمت شناخته می‌شدند. در همان سال، ارتش کویت اولین رژه نظامی خود را به مناسبت استقلال کویت برگزار کرد و هواپیمای بک جت پرووست وارد خدمت نیروی هوایی کویت شد. همچنین، در سال ۱۹۶۲، نیروی پلیس کویت به بخشی از وزارت کشور کویت تبدیل شد.

### تأسیس ستاد کل نیروهای مسلح (۱۹۶۳)
در سال ۱۹۶۳، یک فرمان امیری سازمانی صادر شد که به‌طور رسمی ستاد کل نیروهای مسلح کویت را ایجاد کرد. به‌طور مشابه، فرمان امیری دیگری سرلشکر مبارک عبدالله الجابر الصباح را به عنوان رئیس ستاد کل نیروهای مسلح تازه تأسیس منصوب کرد. در همان سال، هواپیمای جت زیرصوت بریتانیایی هاوکر هانتر و هواپیمای ترابری دو هاویلند کانادا دی‌اچ‌سی-۴ کاریبو وارد خدمت نیروی هوایی کویت شد. در سال ۱۹۶۵، سرتیپ صالح محمد الصباح به عنوان اولین معاون رئیس ستاد کل نیروهای مسلح کویت منصوب شد.

### جنگ شش‌روزه (۱۹۶۷) و جنگ فرسایشی (۱۹۶۷–۱۹۷۰)
در سال ۱۹۶۶، مقر بیمارستان نظامی کویت افتتاح شد. در سال ۱۹۶۷، رئیس ستاد کل، سرلشکر مبارک عبدالله الجابر الصباح، معاون خود، سرتیپ صالح محمد الصباح را به عنوان فرمانده موقت یک تیپ ویژه از نیروهای مسلح کویت منصوب کرد. این تیپ عمدتاً شامل نیروهای نخبه ارتش کویت بود. همچنین، شیخ فهد الاحمد الجابر الصباح به عنوان فرمانده موقت گردان دوم کماندو از تیپ ۲۵ کماندو کویت منصوب شد. در سال ۱۹۶۷، چندین کشور عربی در جنگ شش‌روزه با اسرائیل وارد جنگ شدند. کویت به‌طور علنی در این جنگ شرکت نکرد، اما یک یگان از ارتش در بخش مرکزی جنگ شرکت داشت. مشارکت کویت به اندازه‌ای نبود که تأثیر قابل‌توجهی داشته باشد؛ با این وجود، بر اساس اصل همبستگی عرب، واحدهای عملیاتی رزمی مختلف ارتش کویت این اصل را رعایت کرده و مأموریت خود را به پایان رساندند. تیپ یرموک در جبهه مصر شرکت کرد و اولین واحد نظامی کویت بود که خارج از خاک کویت جنگید.
در ۶ ژوئن ۱۹۶۷، گارد ملی کویت تحت رهبری و هدایت شیخ سالم العلی الصباح تأسیس شد. در ۱ ژوئیه، جنگ فرسایشی علیه اسرائیل آغاز شد، در حالی که تیپ یرموک در جبهه مصر مشغول نبرد بود. در سال ۱۹۶۸، مقامات نظامی کویت آکادمی نظامی کویت را تأسیس کردند.
در سال ۱۹۶۹، نیروهای مسلح کویت هواپیمای جت مافوق صوت انگلیش الکتریک لایتنینگ و بالگردهای بل ۲۰۶ و بل ۲۰۴/۲۰۵ (عمدتاً مدل ۲۰۵) را وارد خدمت نیروی هوایی کویت کردند.
در سال ۱۹۷۰، نیروهای مسلح کویت در جنگ با نیروهای اسرائیلی در مصر هفده کشته دادند؛ یک نفر در آوریل و شانزده نفر دیگر در ژوئن کشته شدند. در همان سال، نیروی هوایی کویت هواپیماهای سبک تهاجمی بک استرایک‌مستر را وارد خدمت کرد و در سال بعد، هواپیماهای ترابری لاکهید سی-۱۳۰ هرکولس را دریافت کرد.
در سال ۱۹۷۲، ارتش کویت سری تانک‌های اصلی میدان نبرد ویکرز را معرفی کرد و نیروهای مسلح کویت از طریق نیروی هوایی کویت، خلبانان و تکنسین‌های مصری را روی هواپیمای انگلیش الکتریک لایتنینگ آموزش داد.

### جنگ‌های دو جبهه‌ای: درگیری مرزی سامیتا (۱۹۷۳) و جنگ اکتبر

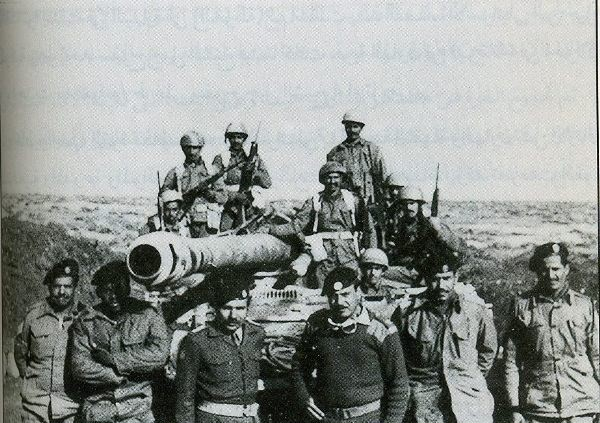
نیروی الجهرا در بلندی‌های جولان

در سال ۱۹۷۳، نیروهای مسلح کویت با آغاز درگیری مرزی سامیتا ۱۹۷۳ وارد سومین مرحله آماده‌باش شدند که منجر به تغییرات قابل‌توجهی در توانایی‌های عملیاتی نیروهای مسلح شد.
همچنین در سال ۱۹۷۳، رهبری نیروهای مسلح کویت خود را در حال آماده‌سازی برای جنگ در دو جبهه یافت. در حالی که بخش‌هایی از نیروهای مسلح در حال آماده شدن برای جنگ پس از درگیری مرزی کویت بودند، کویت نیرویی کوچک برای مشارکت در کرانه غربی رود اردن در کنار نیروهای مسلح عراق به جبهه‌های مصر و سوریه در جنگ جنگ اکتبر ۱۹۷۳ علیه اسرائیل اعزام کرد و به‌ویژه در جبهه سوریه درگیر نبردهای سنگین شد. همانند سال ۱۹۶۷، مشارکت کویت به اندازه‌ای نبود که تأثیر قابل‌توجهی داشته باشد؛ اما، مانند سال ۱۹۶۷، واحدهای عملیاتی مختلف نیروهای مسلح اصل همبستگی عربی را به‌کار گرفته و مأموریت خود را به پایان رساندند. در سال ۱۹۷۳، نیروهای مسلح کویت نیروی دریایی کویت را به‌طور رسمی تأسیس کردند.
در سال ۱۹۷۳، رهبری نیروهای مسلح جنگی دو جبهه‌ای را هدایت کرد. رهبری نیروهای مسلح تیپ‌های کویتی را از طریق فرماندهان رزمی‌شان در جبهه‌های سوریه و مصر در جنگ علیه اسرائیل و در کنار نیروهای مسلح عراق هدایت کرد، در حالی که به‌طور هم‌زمان باقی‌مانده نیروهای کویتی را در مرزهای کویت، به دلیل تأثیرات درگیری رزمی سامیتا، رهبری و هدایت می‌کرد.
یک سال بعد در ۱۹۷۴ و به دلیل بحران‌های پیش‌بینی‌نشده و متناقض، مقامات طرحی جدید برای گسترش بیشتر نیروهای مسلح کویت اجرایی کردند. در همان سال، نیروهای مسلح کویت بالگردهای آئروسپاسیال غزال و پوما را به نیروی هوایی کویت معرفی کردند.

### حفاظت از سفارت دولت کویت و حمایت کلی برای توقف جنگ داخلی لبنان (۱۹۷۵–۱۹۹۰)
با آغاز جنگ داخلی لبنان در سال ۱۹۷۵، واحدهایی از تیپ ۲۵ کماندو کویت به لبنان اعزام شدند تا از سفارت وزارت امور خارجه دولت کویت در بیروت حفاظت کنند. از سوی دیگر، یک نیروی چندملیتی صلح‌بان سازمان ملل توسط بریتانیا، ایالات متحده، فرانسه و ایتالیا تشکیل شد. یگان‌های بریتانیایی در نیروی چندملیتی در لبنان شامل گارد اژدهای ملکه از نیروهای مسلح بریتانیا بودند. واحدهای ایالات متحده شامل نیروی دریایی ایالات متحده، تفنگداران دریایی ایالات متحده، نیروی هوایی ایالات متحده و ارتش ایالات متحده بودند. ترکیب نیروهای فرانسه شامل نیروی هوایی فرانسه، ارتش فرانسه، نیروی دریایی فرانسه از جمله آئروناوال و هنگ‌ها، شرکت‌ها و واحدهای چترباز عادی و خارجی از جمله هنگ اول چتربازان هوسار، هنگ هفدهم مهندسان چترباز، هنگ سی‌وپنجم توپخانه چترباز، هنگ دوم چتربازان خارجی و سایر واحدها به همراه هنگ اول خارجی، هنگ اول سواره‌نظام خارجی و هنگ دوم پیاده‌نظام خارجی از لژیون خارجی فرانسه بودند. نیروی چندملیتی در لبنان همچنین شامل چتربازان ایتالیایی از تیپ فولگوره، واحدهای پیاده‌نظام از هنگ‌های برسالیری و نیروی دریایی سن مارکو ایتالیا شامل گردان سن مارکو بود.

### توقف جنگ داخلی لبنان و اقدامات دیپلماتیک
در سطح دیپلماسی بین‌المللی عربی و انسان‌دوستانه، دولت کویت نقش برجسته‌ای در حمایت از تلاش‌ها برای پایان دادن به جنگ داخلی لبنان (۱۹۷۵–۱۹۹۰) ایفا کرد.
این مأموریت به رهبری شیخ صباح الاحمد الجابر الصباح، وزیر امور خارجه وقت کویت، انجام شد و این اقدامات در دوران امیر کویت، شیخ جابر الاحمد الجابر الصباح، صورت گرفت.

### توسعه نیروی دفاعی کویت (۱۹۷۵–۱۹۸۴)
در سال ۱۹۷۵، مقامات دفاعی کویت نخستین پایگاه دریایی کویت را تأسیس کردند. در همان سال، نیروهای مسلح کویت قرارداد تحویل سامانه موشکی زمین‌به‌هوای ام‌آی‌ام ۲۳ هاوک را امضا کردند و بخش دفاع هوایی را با نیروی هوایی کویت ادغام کردند. همچنین، هواپیمای ترابری «دو هاویلند کانادا دی‌اچ‌سی-۴ کاریبو» از خدمت خارج شد.
در سال ۱۹۷۶، نیروهای مسلح کویت هواپیماهای داسو میراژ اف۱ را برای نیروی هوایی کویت دریافت کردند. در همین سال، نیروی هوایی کویت هلیکوپترهای «بل ۲۰۶» و «بل ۲۰۴/۲۰۵» را از خدمت خارج کرد.

### آغاز تمرینات مشترک با ایالات متحده (۱۹۷۷)
در سال ۱۹۷۷، نیروهای مسلح کویت اولین تمرینات آموزشی مشترک خود را با نیروهای مسلح ایالات متحده آغاز کردند. همچنین، در این سال، پایگاه هوایی «احمد الجابر» و «علی السالم» تأسیس شدند که به ترتیب در سال‌های ۱۹۷۹ و ۱۹۸۰ به‌طور رسمی افتتاح شدند. در همین سال، نیروی هوایی کویت هواپیماهای «اینگلیش الکتریک لایتنینگ» و «هاوکر هانتر» را از خدمت خارج کرد و هواپیماهای «داگلاس ای-۴ اسکای‌هاوک» را وارد خدمت کرد. همچنین، ارتش تانک‌های «سنتوریون» خود را به سومالی واگذار کرد و تحویل تانک‌های «چیفتن» آغاز شد.

### ایجاد نیروی دریایی کویت (۱۹۷۸)
در سال ۱۹۷۸، نیروی دریایی کویت به عنوان بخش دریایی نیروهای مسلح کویت تأسیس شد. در همین دوره، ارتش کویت خودروهای زرهی «ام۱۱۳»، سامانه‌های موشکی کوتاه‌برد «۹می۵۲ لونا-ام» و توپخانه خودکششی ام۱۰۹ را وارد خدمت کرد.

### جنگ ایران و عراق (۱۹۸۰–۱۹۸۸)
در سال ۱۹۸۰، با آغاز جنگ ایران و عراق، نیروهای مسلح کویت وارد چهارمین مرحله هشدار شدند. در همان سال، قرارداد خرید ناوهای جنگی برای نیروی دریایی کویت امضا شد.

### نخستین تمرینات مشترک هوایی کویت و عربستان سعودی (۱۹۸۳)
در سال ۱۹۸۳، نیروهای مسلح کویت نخستین تمرینات هوایی مشترک خود را با نیروی هوایی سلطنتی عربستان سعودی با استفاده از هواپیماهای «داگلاس ای-۴ اسکای‌هاوک» انجام دادند.
در سال ۱۹۸۴، نیروهای مسلح کویت سامانه موشکی کوتاه‌برد «۹کی۳۳ اوسا» را برای نیروی هوایی کویت وارد خدمت کردند. در همین سال، ناوهای جنگی سفارش داده شده به نیروی دریایی کویت تحویل داده شدند و به‌طور رسمی به خدمت گرفته شدند.

### ایجاد نیروی زمینی نیروهای مسلح کویت (۱۹۸۸)
در سال ۱۹۸۸، نیروی زمینی کویت به‌طور رسمی به‌عنوان بخش زمینی نیروهای مسلح کویت معرفی شد. نیروهای مسلح کویت با پایان جنگ ایران و عراق از مرحله هشدار خارج شدند. مرحله هشدار هشت‌ساله، طولانی‌ترین دوره هشدار در تاریخ نیروهای مسلح بود. با پایان جنگ ایران و عراق، ارتش کویت خودروهای جنگی پیاده‌نظام بی‌ام‌پی ۲ را به خدمت گرفت.
در سال ۱۹۸۹، نیروهای مسلح کویت قرارداد تحویل هواپیماهای اف ۱۸ را امضا کردند و بیمارستان جدید نظامی کویت افتتاح شد.

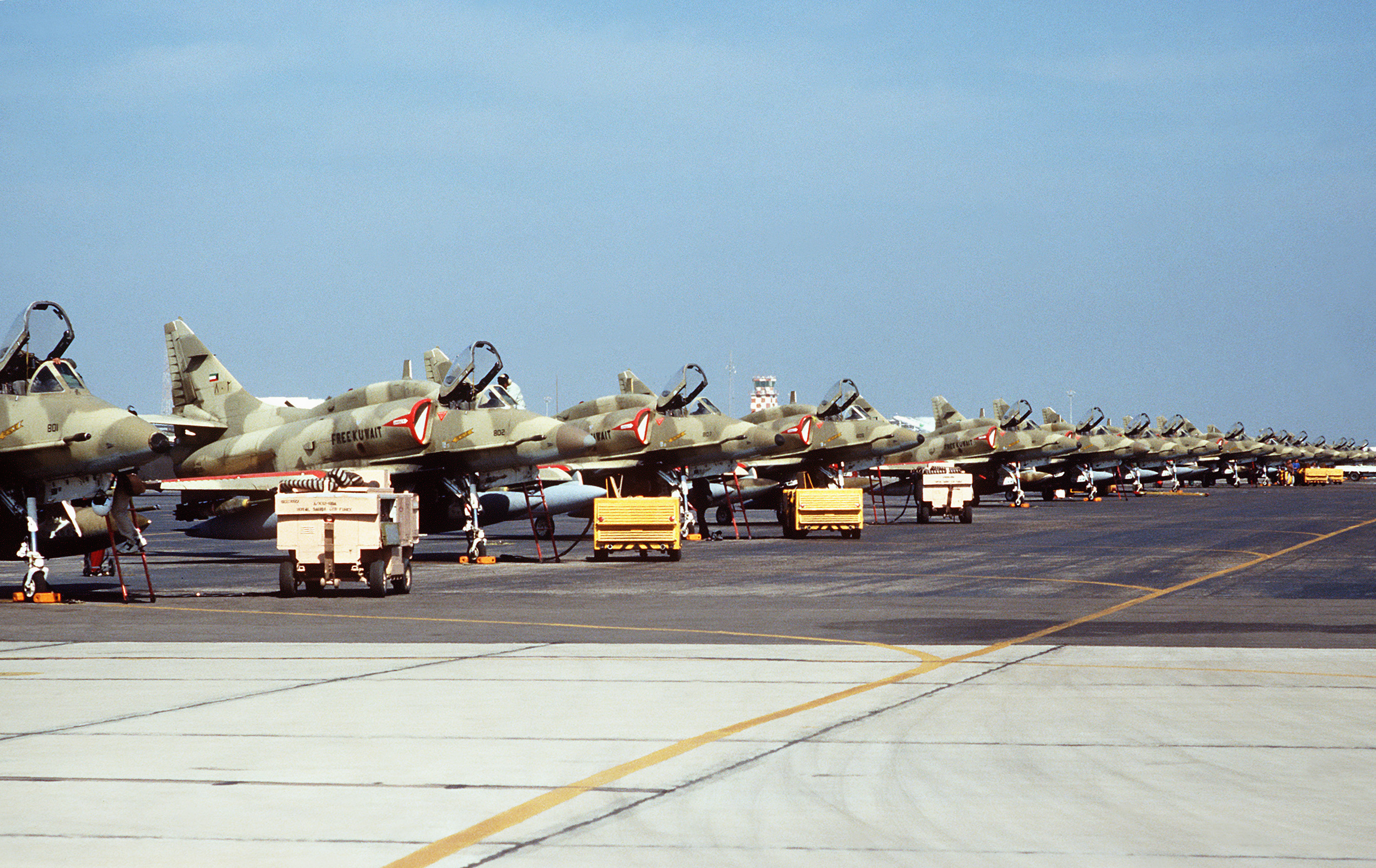
هواپیمای داگلاس ای-۴ اسکای‌هاوک نیروی هوایی کویت در حال آماده‌سازی برای مأموریت در جریان عملیات طوفان صحرا در ۱۳ فوریه ۱۹۹۱

### تهاجم عراق و پیامدهای آن (۱۹۹۰)
در ۲ اوت ۱۹۹۰، نیروهای عراقی به کویت حمله کردند. ارتش عراق که از نظر تعداد بزرگ‌تر بود، مقاومت نیروهای ۲۰ هزار نفری کویت را با تلفات سنگین کنار زد؛ پس از دو روز، کویت به‌طور کامل تسخیر شد.: 26–27  تیپ زرهی ۳۵ شهید ارتش کویت، تحت فرماندهی سرهنگ «سالم مسعود السرور» در نبرد پل‌ها نزدیک الجهراء درگیر شدند و گارد امیری کویت در نبرد قصر دسمان شرکت کردند.: 36 
نیروهای عراقی بیشتر تجهیزات سنگین نظامی کویت را تصرف کردند و علیه نیروهای ائتلاف به کار گرفتند. این شامل کل نیروی دریایی بود که توسط نیروهای ائتلاف غرق شد؛ تانک‌ها و خودروهای زرهی نیز به تصرف درآمدند. درحالی‌که عراقی‌ها پس از شکست موظف به بازگرداندن تجهیزات تصرف‌شده بودند، بیشتر آن‌ها به‌طور کامل آسیب دیده بودند. تنها نیروی هوایی کویت از تخریب در امان ماند، زیرا بسیاری از هواپیماهای آن به عربستان سعودی منتقل شدند.

### جنگ خلیج فارس و عملیات طوفان صحرا (۱۹۹۰–۱۹۹۱)

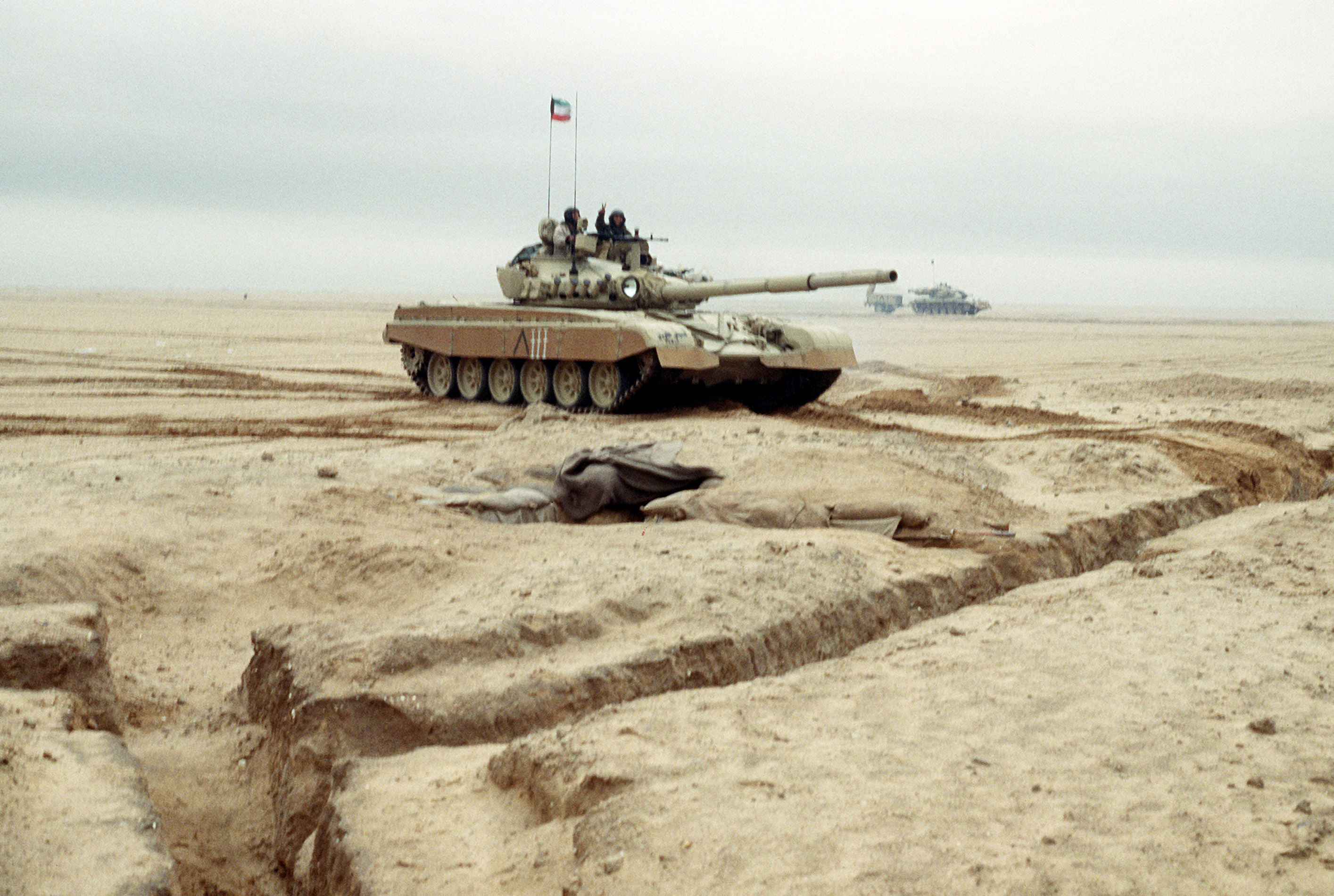
تانک‌های ام ۸۴ کویتی.

حرکت نیروهای زمینی ۲۴–۲۸ فوریه ۱۹۹۱ در جریان عملیات طوفان صحرا

در همان سال، کویت بخشی از یک ائتلاف نظامی به رهبری ایالات متحده بود که در پاسخ به این تهاجم تشکیل شد و عراق را از کویت بیرون راند. این عملیات به‌عنوان جنگ خلیج فارس یا جنگ اول خلیج فارس شناخته شد. عملیات طوفان صحرا توسط ائتلاف آغاز شد. هواپیماهای «داگلاس ای-۴ اسکای‌هاوک» نیروی هوایی کویت، چندین کشتی نیروی دریایی عراق را که تلاش می‌کردند به جزیره بوبیان نفوذ کنند، نابود کردند. نیروهای مسلح کویت در جریان حمله به نیروهای عراقی در عربستان سعودی، تانک جنگی ام ۸۴ را وارد خدمت کردند.
پس از یک کمپین هوایی چهار هفته‌ای، نیروهای ائتلاف حمله زمینی را آغاز کردند. آن‌ها به‌سرعت به عمق عراق نفوذ کردند و پایگاه هوایی سلمان را تصرف کردند و با مقاومت کمی مواجه شدند. جنگ پس از صد ساعت نبرد زمینی که منجر به تلفات بسیار کم برای ائتلاف شد، پایان یافت.

#### پیامدها
رئیس‌جمهور ایالات متحده جورج اچ. دابلیو. بوش تهاجم را محکوم کرد و تلاش‌هایی را برای بیرون راندن نیروهای عراقی رهبری کرد. با مجوز شورای امنیت سازمان ملل متحد، یک ائتلاف به رهبری آمریکا متشکل از ۳۴ کشور به رهبری نورمن شوارتسکف جونیور جنگ خلیج فارس را برای آزادسازی کویت به‌راه انداخت. پس از چندین هفته بمباران هوایی، یک ائتلاف به رهبری سازمان ملل متحد حمله زمینی را در ۲۳ فوریه ۱۹۹۱ آغاز کرد که طی چهار روز نیروهای عراقی را کاملاً از کویت بیرون راند. پس از آزادی، سازمان ملل، تحت قطعنامه ۶۸۷ شورای امنیت سازمان ملل، مرز عراق و کویت را بر اساس توافقات ۱۹۳۲ و ۱۹۶۳ بین دو کشور مشخص کرد. در نوامبر ۱۹۹۴، عراق به‌طور رسمی مرز تعیین‌شده توسط سازمان ملل با کویت را پذیرفت که در قطعنامه‌های شورای امنیت سازمان ملل قطعنامه ۷۷۳ شورای امنیت سازمان ملل (۱۹۹۲) و قطعنامه ۸۳۳ (۱۹۹۳) توضیح داده شده بود.
در جریان و پس از جنگ خلیج فارس، خروج فلسطینیان از کویت رخ داد. در زمان اشغال عراق، بیش از ۲۰۰ هزار فلسطینی به دلیل آزار و اذیت و تهدید توسط نیروهای امنیتی عراق و اخراج از مشاغل خود تحت‌تأثیر نفوذ عراق، از کویت گریختند. پس از جنگ خلیج فارس، مقامات کویت نزدیک به ۲۰۰ هزار فلسطینی را در سال ۱۹۹۱ تحت فشار قرار دادند تا کویت را ترک کنند. این اقدام در پاسخ به همسویی یاسر عرفات، رهبر فلسطینی، و ساف با صدام حسین، دیکتاتور عراقی و مهاجم به کویت، صورت گرفت. فلسطینیانی که از کویت فرار کردند، اکثراً شهروندان اردنی بودند.

### پس از آزادی کویت
پس از آزادی، کویت به یکی از شرکای نزدیک نظامی ایالات متحده، بریتانیا و فرانسه تبدیل شد.
کویت در سپتامبر ۱۹۹۱ یک توافق‌نامه ده‌ساله همکاری دفاعی با ایالات متحده و سپس با بریتانیا و فرانسه امضا کرد. همکاری‌های دفاعی با ایالات متحده، بریتانیا و فرانسه شامل آموزش در کشورهای خارجی و برگزاری تمرین‌های نظامی مشترک در خاک کویت است.
توافق با ایالات متحده شامل دسترسی به بندرها، ذخیره‌سازی تجهیزات نظامی و انجام آموزش‌ها و تمرین‌های مشترک می‌شود. این توافق به‌صورت رسمی شامل استقرار پرسنل نظامی ایالات متحده در کویت نبود، چرا که ۱۵۰۰ نفر از پرسنل آمریکایی باقی‌مانده پس از جنگ خلیج فارس، قرار بود ظرف چند ماه خاک کویت را ترک کنند.
در سال ۱۹۹۲، نیروهای مسلح کویت ساختار مشترک واحدهای مختلف خود را آغاز کردند. در همان سال، هواپیماهای جنگنده مک‌دانل داگلاس اف/ای-۱۸ هورنت تحویل داده شد و به خدمت رسمی نیروی هوایی کویت درآمد.

### بحران اکتبر ۱۹۹۴ با عراق
در سال ۱۹۹۴، نیروهای مسلح کویت با آغاز بحران خلع‌سلاح عراق در اکتبر، وارد پنجمین مرحله آماده‌باش خود شدند و نیروی هوایی کویت قرارداد دریافت سامانه موشکی استار بورست را امضا کرد.
در سال ۱۹۹۵، خودروی زرهی شنی‌دار دیزرت واریر و سامانه ام‌بی-۳۰ اسمرچ وارد خدمت ارتش کویت شدند.
در سال ۱۹۹۶، تانک اصلی میدان نبرد ام۱آی۲ آبرامز و خودروی جنگی پیاده‌نظام بی‌ام‌پی-۳ وارد خدمت کویت شدند. در همین سال، دانشکده فرماندهی و ستاد مشترک «مبارک عبدالله» (به عربی: کلیة مبارک العبدالله للقیادة و الأرکان المشترکة - دولة الکویت) به یادبود سپهبد مبارک عبدالله الجابر الصباح (۱۹۳۴–۱۹۸۷) افتتاح شد.

### عملیات «ضربت صحرا» (۱۹۹۶)
پس از عملیات «ضربت صحرا» در سال ۱۹۹۶، کویت با استقرار دائمی یک گروه عملیاتی گردان ایالات متحده در خاک خود موافقت کرد. این چرخش‌های ارتش ایالات متحده تحت عنوان عملیات «اقدام ذاتی» (که بعدها در ۱ اکتبر ۱۹۹۹ به عملیات «بهار صحرا» تغییر نام داد) و تمرین‌های «ایگر میس» سپاه تفنگداران دریایی ایالات متحده، تمرین‌های مشترکی با نیروهای زمینی کویت و سایر شرکای ائتلافی برگزار کردند. علاوه بر این، نیروهای عملیات ویژه ایالات متحده طی تمرین‌های «آیریس گلد» برای آموزش و کمک به سایر واحدهای نظامی کویت حضور داشتند.
در سال ۱۹۹۷، نیروهای مسلح کویت سامانه موشکی سطح‌به‌هوای ام‌آی‌ام پاتریوت را وارد خدمت نیروی هوایی کویت کردند.

### عملیات «روباه صحرا» (۱۹۹۸)
در سال ۱۹۹۸، نیروهای مسلح کویت تغییرات سازمانی در زنجیره فرماندهی بین رئیس ستاد کل و معاونان مختلف وی ایجاد کردند. در همان سال، نیروهای مسلح کویت وارد ششمین مرحله آماده‌باش خود شدند، این آماده باش همزمان با بمباران عراق در دسامبر ۱۹۹۸ بود که میان ایالات متحده، بریتانیا و عراق انجام شد.

### پنجاهمین سالگرد ارتش کویت (۱۹۹۹)
در سال ۱۹۹۹ و در دوره حکومت شیخ جابر الاحمد الجابر الصباح، ستاد کل ارتش کویت پنجاهمین سالگرد جوبیلی طلایی نیروهای مسلح کویت را تحت رهبری فرمانده کل قوا، امیر کویت و با هدایت رئیس ستاد کل جشن گرفت. ناوهای جنگی زرهی تازه سفارش داده شده، به نیروی دریایی و گارد ساحلی کویت تحویل داده شده و مستقیماً به خدمت درآمدند.

### جنگ جهانی علیه تروریسم (۲۰۰۱ تاکنون)
پس از آغاز جنگ علیه تروریسم با کمپین‌های نظامی که به دنبال حملات ۱۱ سپتامبر ۲۰۰۱ به ایالات متحده انجام شد، کویت توسط رئیس‌جمهور ایالات متحده، جورج دبلیو بوش، به‌عنوان یکی از پانزده کشور متحد اصلی غیرناتو اعلام شد.
در طول جنگ عراق، نیروهای نظامی کویت نقش مهمی در حمایت از عملیات‌های لجستیکی نیروهای مسلح ایالات متحده که در عراق مشغول عملیات نظامی بودند، ایفا کردند.

### پنجاهمین سالگرد نیروی هوایی کویت (۲۰۰۳)
در ماه مه ۲۰۰۳، نیروی هوایی کویت پنجاهمین سالگرد جوبیلی طلایی خود را تحت رهبری فرمانده کل قوا و امیر کویت جشن گرفت.

### پنجاهمین سالگرد گارد امیری کویت (۲۰۱۱)
در ژوئن ۲۰۱۱، گارد امیری کویت پنجاهمین سالگرد جوبیلی طلایی خود را تحت رهبری فرمانده کل قوا و امیر کویت جشن گرفت.

### پنجاهمین سالگرد نیروی دریایی کویت (۲۰۱۱)
در نوامبر ۲۰۱۱، نیروی دریایی کویت پنجاهمین سالگرد جوبیلی طلایی خود را تحت رهبری فرمانده کل قوا و امیر کویت جشن گرفت.

### مداخله ۲۰۱۵ در یمن
نیروهای مسلح کویت در پی مداخله به رهبری عربستان سعودی در یمن (۲۰۱۵) که توسط ائتلافی از کشورهای عربی، از جمله کویت انجام شد، به حالت آماده‌باش درآمدند. کویت با اعزام هواپیماهای نیروی هوایی خود در این عملیات مشارکت کرد. نیروهای مسلح، گارد ملی کویت، پلیس کویت و اداره آتش‌نشانی کویت برنامه‌های دفاعی را برای تقویت تدابیر امنیتی داخلی فعال کردند. این تدابیر شامل افزایش امنیت در اطراف تأسیسات نفتی در کویت و خارج از آن نیز می‌شد.

### پنجاهمین سالگرد گارد ملی کویت (۲۰۱۷)
در ژوئن ۲۰۱۷، گارد ملی کویت پنجاهمین سالگرد جوبیلی طلایی خود را تحت رهبری فرمانده کل قوا، امیر کویت و با هدایت شیخ سالم العلی الصباح جشن گرفت.